# Вилласанта
Вилласа́нта (итал. Villasanta) — город в Италии, в провинции Монца-э-Брианца области Ломбардия.
Население составляет 13 210 человек (на 2004 г.), плотность населения составляет 3238 чел./км². Занимает площадь 4 км². Почтовый индекс — 20058. Телефонный код — 039.
Покровителями коммуны почитаются святые Анастасия Узорешительница и Марк-воин, празднование во второе воскресение октября.